# Peter Baptist Tadamarō Ishigami
Peter Baptist Tadamarō Ishigami OFMCap (jap. ペトロ・バプティスタ 石神 忠真郎, Petori Baputisuto Ishigami Tadamarō; * 1. Dezember 1920 in Kasari, Präfektur Kagoshima, Japan; † 25. Oktober 2014) war römisch-katholischer Bischof von Naha.

## Leben
Peter Baptist Tadamarō Ishigami trat der Ordensgemeinschaft der Kapuziner bei und empfing am 6. September 1952 die Priesterweihe.
Papst Paul VI. ernannte ihn am 18. Dezember 1972 zum ersten Bischof des mit gleichem Datum errichteten Bistums Naha. Der Apostolische Pro-Nuntius in Japan, Erzbischof Bruno Wüstenberg, spendete ihm am 11. Februar des nächsten Jahres die Bischofsweihe; Mitkonsekratoren waren Joseph Asajirō Satowaki, Erzbischof von Nagasaki, und Paul Shinichi Itonaga, Bischof von Kagoshima.
Am 24. Januar 1997 nahm Papst Johannes Paul II. seinen altersbedingten Rücktritt an.